# 热涅
热涅（法語：Jaignes，法語發音：[ʒɛɲ] ⓘ）是法国塞纳-马恩省的一个市镇，属于莫城区。

## 地理
热涅（48°59'31"N, 3°3'19"E）面积10.11 平方千米，位于法国法蘭西島大區塞纳-马恩省，该省份为法国北部内陆省份，北起瓦兹省，西接埃松省、马恩河谷省、塞纳-圣但尼省和瓦兹河谷省，南至卢瓦雷省，东南接约讷省，东临马恩省和奥布省，东北接埃纳省。
与热涅接壤的市镇（或旧市镇、城区）包括：唐克鲁、马恩河畔于西、布里地区阿尔芒蒂耶尔、沙米尼、马恩河畔尚日。

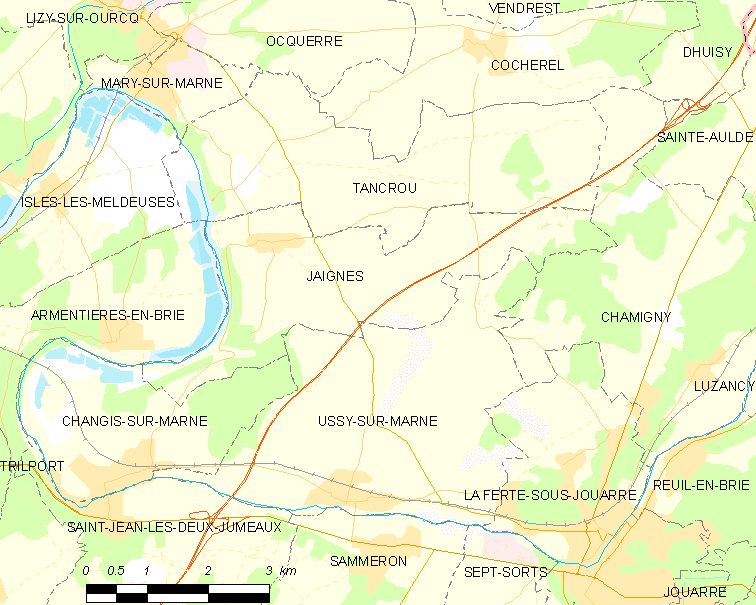
热涅的OSM定位图

热涅的时区为UTC+01:00、UTC+02:00（夏令时）。

## 行政
热涅的邮政编码为77440，INSEE市镇编码为77235。

## 政治
热涅所属的省级选区为拉费泰苏茹阿尔县。

## 人口

1962-2008年间热涅人口变化图示

热涅于2022年1月1日时的人口数量为320人。